# 136P/Mueller
136P/Mueller 3, komet Jupiterove obitelji.